# Antje Weisgerber

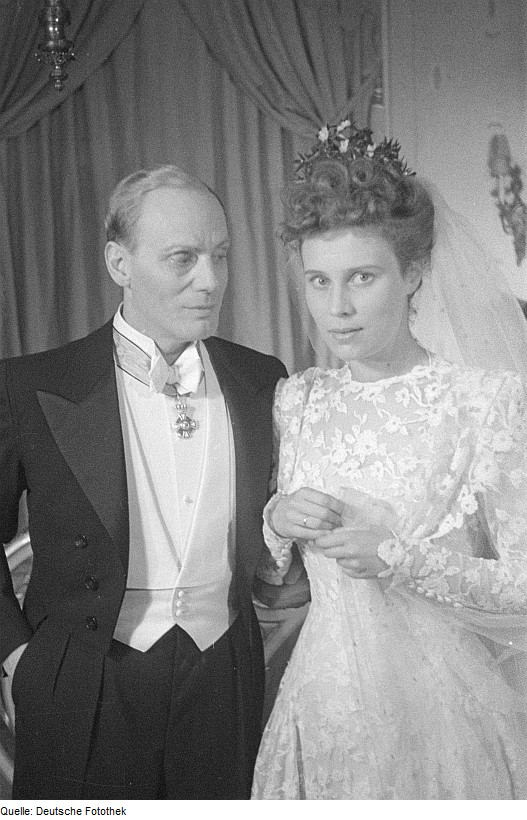
Antje Weisgerber als Marianne von Palen, links Gustaf Gründgens, am Deutschen Theater Berlin im Stück Der Snob von Carl Sternheim, Foto: Abraham Pisarek, April 1946

Antje Weisgerber (* 17. Mai 1922 in Königsberg; † 29. September 2004 in Dortmund) war eine deutsche Bühnen- und Filmschauspielerin.

## Leben
Antje Weisgerber, die Tochter eines Tierarztes (Oberlandwirtschaftsrat) und einer Tanzpädagogin, besuchte in Königsberg das Lyzeum, wo sie die Primareife erlangte. Von 1939 bis 1941 erhielt sie eine Schauspielausbildung an der Schauspielschule des Preußischen Staatstheaters Berlin. Während ihrer Ausbildungszeit übernahm sie dort erste Rollen.
Weisgerber bekam von Gustaf Gründgens 1939 eine Hauptrolle in dem Film Zwei Welten, wurde danach wegen ihrer vermeintlich „unarischen Erscheinung“ jedoch bis Kriegsende nicht mehr mit weiteren Filmrollen bedacht. Von 1941 bis 1943 hatte sie ein Engagement am Staatstheater in Berlin und trat 1941 auch an den Münchner Kammerspielen auf; von 1943 bis zur Theaterschließung 1944 war sie in Wien am Burgtheater tätig, wo sie in Schillers Wallenstein als Thekla debütierte.
Nach dem Krieg wirkte sie von 1945 bis 1948 am Deutschen Theater und an den daran angeschlossenen Kammerspielen in Berlin. Danach spielte sie am Schlosspark-Theater und am Theater am Kurfürstendamm. Neben Berlin hatte sie ihre bedeutendste Zeit am Düsseldorfer Schauspielhaus von 1951 bis 1955 und ab 1955 am Deutschen Schauspielhaus in Hamburg, jeweils unter der Intendanz von Gustaf Gründgens. In Gründgens legendärer Faust-Inszenierung von 1957 spielte sie das Gretchen.
Zwischen 1952 und 1960 spielte sie bei den Salzburger Festspielen, wo sie von 1952 bis 1956 in den jährlichen Jedermann-Aufführungen den Glauben verkörperte. 1961/1962 arbeitete sie an den Münchner Kammerspielen, danach übernahm sie Gastrollen. In der Zeit von 1971 bis 1979 trat sie teilweise in Tournee-Produktionen auf. Von 1980 bis 1985 war sie Ensemblemitglied der Staatlichen Schauspielbühnen Berlin. Ihren letzten großen Theatererfolg hatte sie 1990 am Berliner Schillertheater als Amanda in Die Glasmenagerie von Tennessee Williams.
Der deutsche Spielfilm bot Weisgerber im Verhältnis dazu wenig Arbeitsmöglichkeiten. So war sie die Mutter der Günther-Zwillinge in der Erich-Kästner-Verfilmung Das doppelte Lottchen und spielte die Rolle einer Siedlerfrau in dem Karl-May-Film Der Ölprinz. Später war sie in populären Vorabendserien wie Der Landarzt zu sehen. 1990 erhielt sie für ihr langjähriges und hervorragendes Wirken im deutschen Film das Filmband in Gold.

## Privates

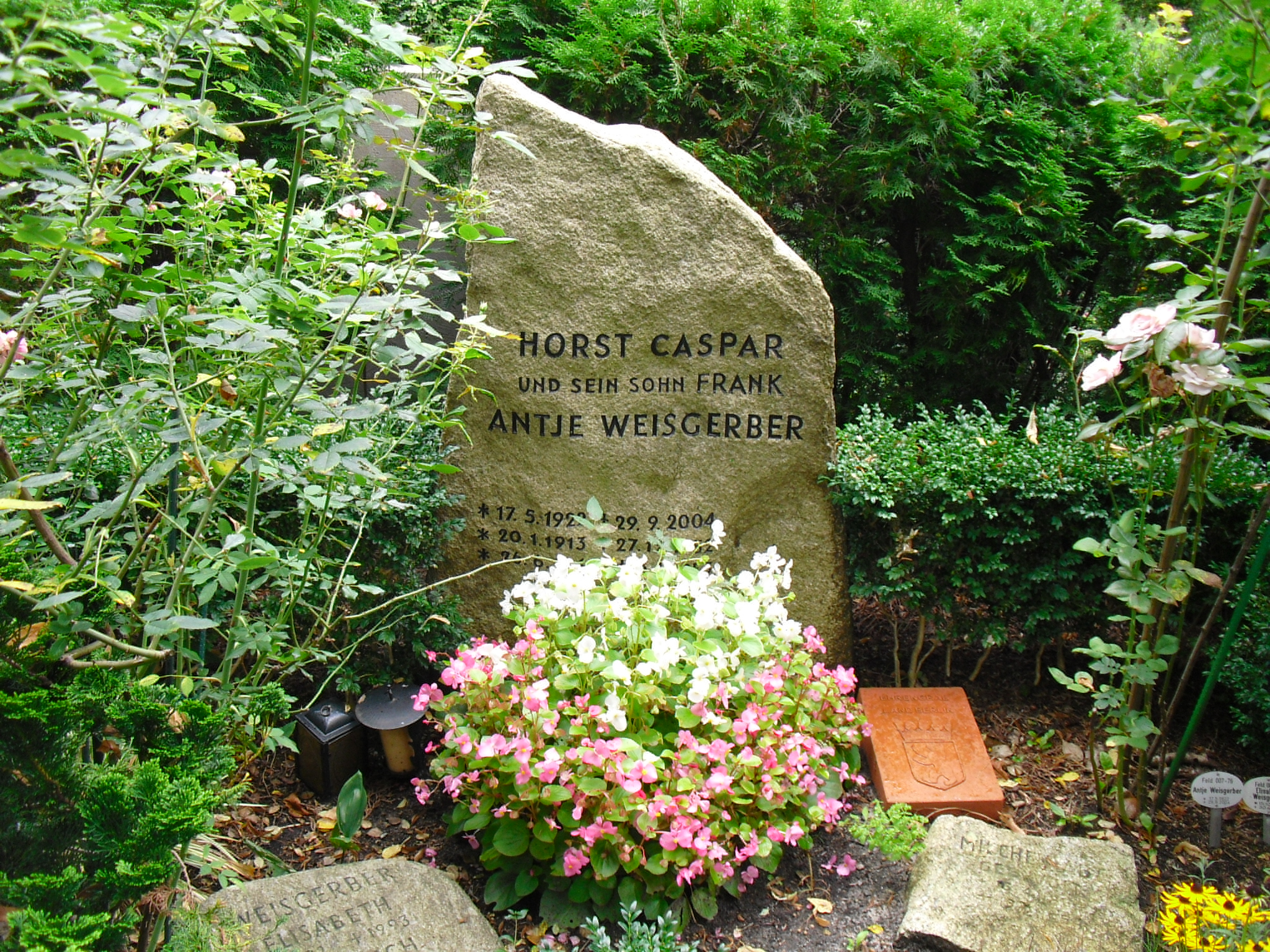
Ehrengrab von Horst Caspar und Antje Weisgerber auf dem Friedhof Dahlem in Berlin-Dahlem

Antje Weisgerber heiratete 1944 den Theaterschauspieler Horst Caspar. Sie bekamen gemeinsam die Kinder Frank und Renate. Weisgerber verunglückte am 19. Dezember 1952 in der Nähe von Düsseldorf mit dem Auto und zog sich eine schwere Gehirnerschütterung zu. Dennoch gelang es ihr, ihrem Ehemann in seinen letzten Stunden zur Seite zu stehen; Horst Caspar war seit dem Frühling 1952 wegen einer Tuberkuloseerkrankung bettlägerig und starb am 27. Dezember 1952. Genau eine Woche später starb der Sohn der Eheleute nach fünfmonatiger Krankheit an einem Mandelsarkom in der Krebsklinik Buckow-Ost. Nur dank der finanziellen Unterstützung Käthe Dorschs gelang es Weisgerber, die Särge zu bezahlen. Gustaf Gründgens arrangierte gemeinsam mit Lothar Müthel kurzfristig zahlreiche Spielplanänderungen, um Weisgerber durch neue Rollen Ablenkung und vor allem finanzielle Absicherung zu gewährleisten.
Von 1958 bis 1968 war Weisgerber mit Reinhard Schilling verheiratet, von 1970 bis 1979 war sie mit dem Schauspieler Oskar Werner liiert.
Ab 1999 litt Weisgerber an einem Hirntumor. Sie starb am 29. September 2004 im Alter von 82 Jahren in Dortmund im Haus ihrer Tochter Renate und wurde in Berlin-Dahlem auf dem Friedhof Dahlem neben Horst Caspar in einem Ehrengrab beigesetzt.

## Filmografie

### Filmografie (Auswahl)
- 1940: Zwei Welten (Regie: Gustaf Gründgens)
- 1950: Föhn (Regie: Rolf Hansen)
- 1950: Das doppelte Lottchen (Regie: Josef von Báky)
- 1953: Die Stärkere (Regie: Wolfgang Liebeneiner)
- 1954: Rittmeister Wronski (Regie: Ulrich Erfurth)
- 1954: Oberarzt Dr. Solm (Regie: Paul May)
- 1955: Vor Gott und den Menschen (Regie: Erich Engel)
- 1955: San Salvatore (Regie: Werner Jacobs)
- 1955: Die Frau des Botschafters (Regie: Hans Deppe)
- 1955: Bel Ami (Regie: Louis Daquin)
- 1955: Du bist die Richtige (Regie: Erich Engel, Josef von Báky)
- 1956: Heidemelodie (Regie: Ulrich Erfurth)
- 1959: Der Mann, der sich verkaufte
- 1960: Lampenfieber
- 1963: Curd Jürgens erzählt …die Geschichte vom „Fisch mit Sauce“ (Regie: Gerhard Overhoff, Fernsehserie)
- 1964: Die reinsten Engel (Regie: Walter Rilla)
- 1965: Der Ölprinz (Regie: Harald Philipp)
- 1969: Sir Basil Zaharoff – Makler des Todes (Regie: Wolfgang Schleif, Fernsehfilm)
- 1970: Schmetterlinge weinen nicht (Regie: Klaus Überall)
- 1974: Der Kommissar – Drei Brüder
- 1975: Der Strick um den Hals (Regie: Wilhelm Semmelroth, dreiteiliger Fernsehfilm)
- 1987–1999: Der Landarzt
- 1992: Tatort: Blindekuh
- 1996, 1999: Das Traumschiff

### Synchronrollen
In den ersten Nachkriegsjahren betätigte sich Antje Weisgerber auch hin und wieder als Synchronsprecherin. So lieh sie ihre Stimme unter anderem Jean Arthur (… und ewig siegt die Liebe), Olivia de Havilland (Die Erbin), Ava Gardner (Singapur) und Jean Simmons (Hamlet).

## Hörbuch
- 1959: Helena und Una Poenitentium (Gretchen) in der Inszenierung des Hamburger Schauspielhauses von Goethes Faust II unter Gründgens’ Regie, DGG ISBN 3-829-11482-6.

## Auszeichnungen
- 1965: Großer Hersfeld-Preis bei den Bad Hersfelder Festspielen